# GEICO
A Government Employees Insurance Company (GEICO) é uma empresa de seguros de automóveis dos Estados Unidos. É uma subsidiária integral da Berkshire Hathaway, que a partir de 2007, providenciou cobertura para mais de dez milhões de veículos automóveis de propriedade de mais de 9 milhões de titulares. A GEICO assina seguros de automóveis privados de passageiros em todos os 50 estados dos Estados Unidos e do Distrito de Colúmbia. Em vez de confiar em agentes para vender apólices, a GEICO usa um modelo de vendas "direto-para-o-consumidor" e coloca os fundos salvos de não pagar comissões para a compra de publicidade televisiva, com várias campanhas em execução simultânea em mercados nacionais. Sua mascote é um Phelsuma laticauda laticauda, espécie de lagartixa, com um sotaque londrino.

## Publicidade

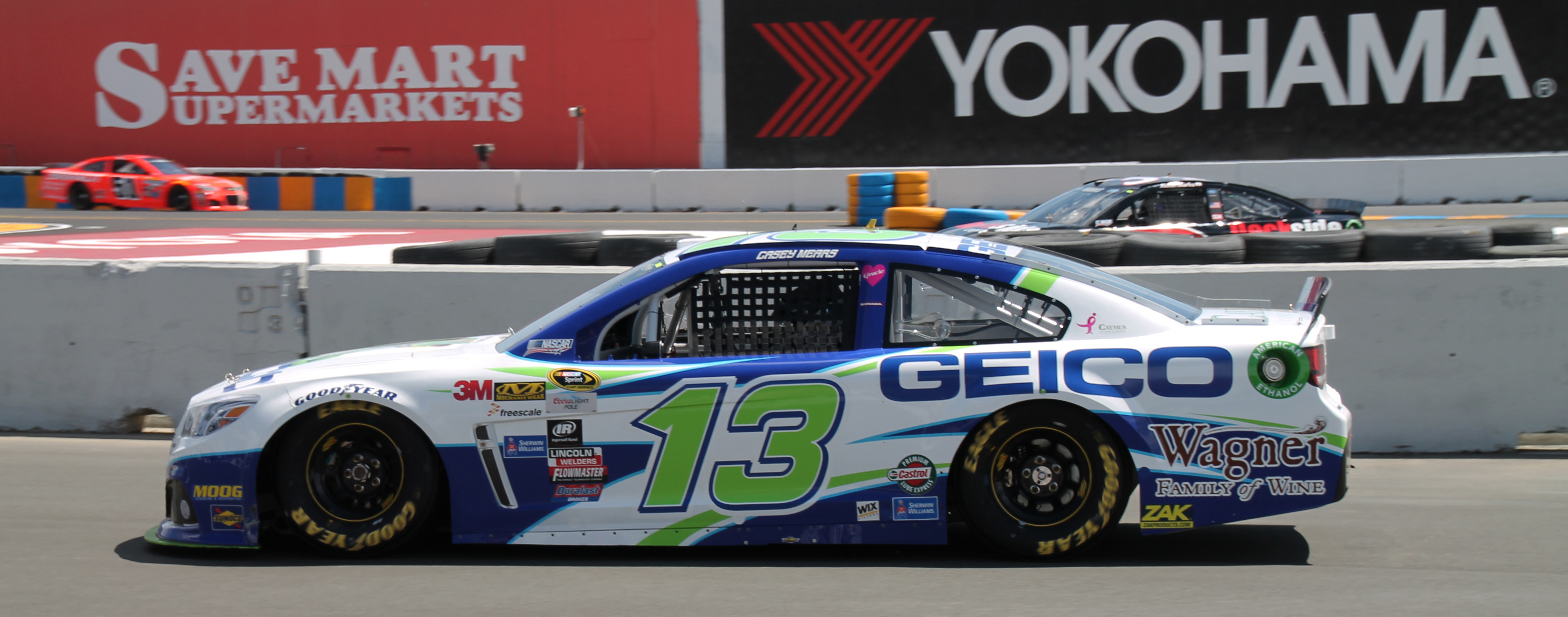
Carro da NASCAR com patrocínio da GEICO.

A GEICO é bem conhecida na cultura popular pelas suas publicidades, tendo feito um grande número de anúncios destinados para divertir os telespectadores. A empresa também é patrocinadora de várias ligas esportivas dos Estados Unidos e de competições de automobilismo.

## Competição

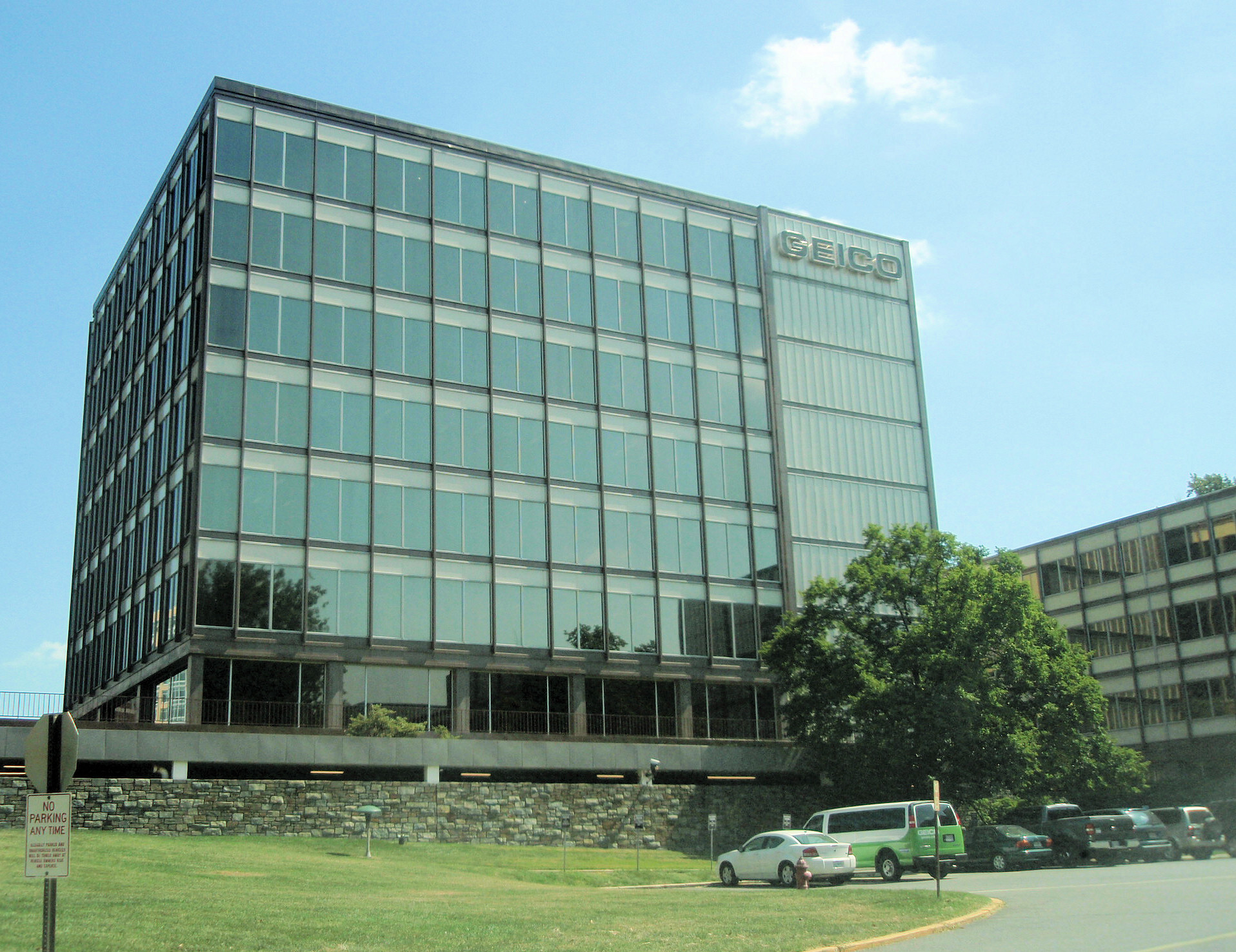
A sede da GEICO em Chevy Chase, Maryland, EUA.

Os principais concorrentes da GEICO incluem Amica Mutual, The Hartford Financial Services Group, Liberty Mutual Insurance, State Farm Insurance, Allstate, 21st Century Insurance, Progressive Corporation, Nationwide Mutual Insurance Company e USAA.[carece de fontes?] A informação lançada em Outubro de 2010 pela Consumer Reports colocou a GEICO como a décima terceira de 22 de seguradoras de automóveis baseadas em uma pesquisa de mais de 28 mil leitores.